# Jean Bastien-Thiry

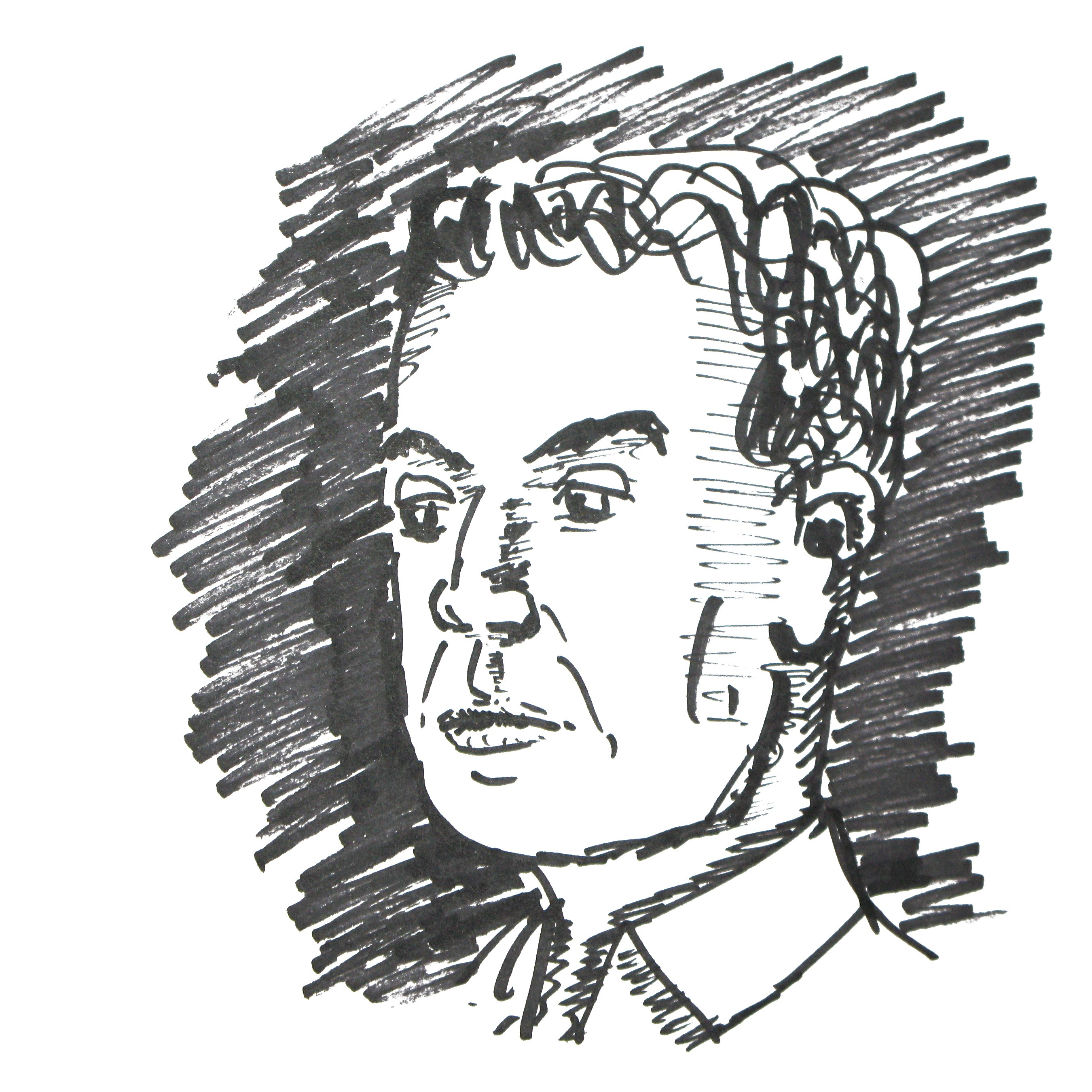
Porträtzeichnung von Jean Bastien-Thiry

Jean Bastien-Thiry (* 19. Oktober 1927 in Lunéville; † 11. März 1963 in Fort d’Ivry, Département Seine, heute Département Val-de-Marne) war ein französischer Ingenieur und Oberstleutnant der Armée de l’air. Bastien-Thiry organisierte das Attentat von Petit-Clamart auf den französischen Präsidenten Charles de Gaulle im Jahre 1962. Für diese Tat wurde er zum Tode verurteilt und im März 1963 hingerichtet.

## Lebenslauf

### Karriere beim Militär
Jean Bastien-Thiry entstammte einer Offiziersfamilie. Er absolvierte Studien an der École polytechnique und der École nationale supérieure de l’Aéronautique und machte seinen Abschluss als Ingenieur für Wehrtechnik. Anschließend trat er in die französischen Luftwaffe ein. Dort war er vor allem an der Konstruktion von Boden-Boden-Raketen beteiligt. Er war der Entwickler der Panzerabwehrlenkwaffe SS.10. In dieser Funktion wurde Bastien-Thiry durch de Gaulle persönlich befördert.

### OAS
Während des Algerienkrieges vertrat er die im Militär im Gegensatz zur französischen Öffentlichkeit vorherrschende harte Haltung, die eine Unabhängigkeit Algeriens kategorisch ablehnte. Nach langwierigen Verhandlungen beider Seiten und trotz mehrerer Terroranschläge der rechten Organisation de l’armée secrète (OAS) gab de Gaulle am 13. März 1962 nach und erkannte die Souveränität des algerischen Staates an. Bastien-Thiry, der jegliche Verhandlungen mit der Algerischen Befreiungsfront missbilligte, trat daraufhin der OAS bei und plante in deren Auftrag die Entführung von de Gaulle. Dabei wurde von vornherein auch die Möglichkeit einer Ermordung des Präsidenten nicht ausgeschlossen.

### Attentat und Verurteilung
Am 22. August 1962 wurde im Pariser Vorort Petit-Clamart ein Attentat auf den Präsidenten verübt. Obwohl der Wagen von mehreren Schützen mit automatischen Waffen unter Feuer genommen wurde, konnten de Gaulle und seine Frau unverletzt entkommen.
Bastien-Thiry wurde im September 1962 nach seiner Rückkehr von einer Mission in Großbritannien verhaftet. Nach einem kurzen Militärgerichtsprozess vom 28. Januar bis zum 4. März 1963 wurde er zum Tode verurteilt. Er hatte dabei ein Team von Strafverteidigern: Jacques Isorni, Richard Dupuy, Bernard Le Coroller und den später auch politisch aktiven Jean-Louis Tixier-Vignancour. Seine Verteidigung betonte, dass Bastien-Thiry zum Zeitpunkt der Attentatsplanung nachweislich unter Depressionen litt und deshalb auch in Behandlung war. Von Seiten der Anklage wurde dies jedoch nicht als mildernder Umstand anerkannt. Nach der Urteilsverkündung wandelte de Gaulle die Urteile gegen die übrigen Attentäter in Freiheitsstrafen um, eine Begnadigung Bastien-Thirys lehnte er jedoch ab. Dabei soll wohl auch eine Rolle gespielt haben, dass Bastien-Thiry als Organisator des Attentats den Tod von de Gaulles Ehefrau billigend in Kauf genommen hatte. Zu denen, die de Gaulle gebeten hatten, Bastien-Thiry zu begnadigen, zählte Jean Anouilh.
Am 11. März 1963 wurde Jean Bastien-Thiry durch ein Erschießungskommando im Fort d’Ivry hingerichtet. Er ist bis heute die letzte Person, die in Frankreich durch ein Erschießungskommando exekutiert wurde, und die letzte Person, die in Frankreich von einem Militärgericht zum Tode verurteilt wurde.
Jean Bastien-Thiry war verheiratet und Vater dreier Töchter.

### Nachleben

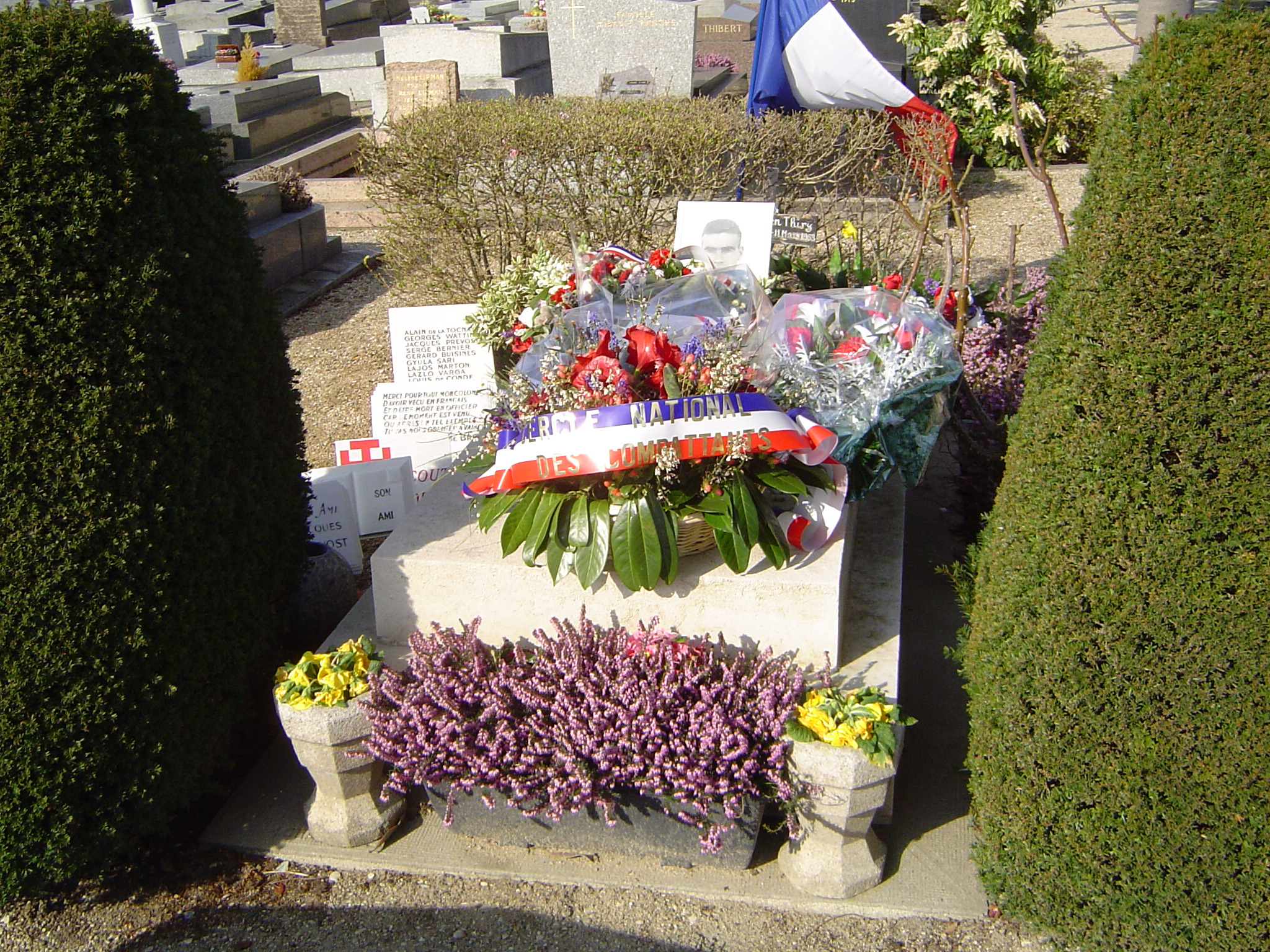
Grab von Bastien-Thiry, 2009

Jean Bastien-Thiry gilt unter einigen rechtsradikalen Franzosen nach wie vor als Held. So wurde im Sommer 2005 auf dem Saint-Laurent-Imbert-Friedhof der südfranzösischen Stadt Marignane ein Denkmal für 113 Todesopfer der Entkolonialisierung Algeriens, darunter auch Bastien-Thiry, errichtet. Die Einweihungsfeierlichkeit wurde schließlich als Störung der öffentlichen Ordnung vom Regionalpräfekten Christian Frémont verboten, worauf die Sympathisanten nur einzeln und ohne Begleitung ihre Kränze niederlegen durften.

### Biographien, die Familienangehörige verfassten
- Gabriel Bastien-Thiry: Plaidoyer pour un frère fusillé. La table ronde, Paris 1966. (Gabriel Bastien-Thiry ist der Bruder von Jean Bastien-Thiry.)
- Agnès Bastien-Thiry: Mon père, le dernier des fusillés. Éditions Michalon, Paris 2005, ISBN 2-84186-266-6. (Jean Bastien-Thirys Tochter verteidigt die Taten ihres Vaters und argumentiert, dass das Todesurteil gegen ihn unrechtmäßig gewesen sei.)

### Weitere Biographien
- Jean-Noël Jeanneney: Un attentat. Petit-Clamart, 22 août 1962. Éditions du Seuil, Paris 2016. ISBN 978-2-02-130153-3.
- Jean-Pax Méfret: Bastien-Thiry. Jusqu'au bout de l'Algerie française. Pygmalion, Paris 2003, ISBN 2-85704-815-7.
- Gilbert Labadie: Bastien-Thiry, mon camarade. Selbstverlag, 1989, ISBN 2-9504043-0-8.

### Belletristik und Film
Das von Bastien-Thiry organisierte Attentat bildete die Grundlage für die Handlung von Frederick Forsyths Roman Der Schakal, der 1973 von Fred Zinnemann verfilmt wurde (siehe Der Schakal). Bastien-Thiery wurde hier von Jean Sorel dargestellt.

### Webseite
- Webseite über Bastien-Thiry mit verschiedenen Materialien und seiner letzten Ansprache und Begründung für das Attentat.